# FC Vestsjælland
Football Club Vestsjælland (forkortet FC Vestsjælland, FCV) var en dansk professionel fodboldklub i den vestsjællandske by Slagelse. Den 9. december 2015 gik klubben konkurs og blev tvangsnedrykket til Sjællandsserien, hvor moderklubben Slagelse B&I allerede havde et hold.
Klubben holdt til i den sydøstlige del af byen og omfattede et 1. hold på 1. herreseniorniveau, et Reserveligahold, et U19-mandskab i 1. division samt et U17-hold i 2. division. Elitemandskabet afviklede alle deres hjemmebanekampe på HARBOE ARENA Slagelse, der har plads til 3.300 siddende af en kapacitet på godt 10.000 tilskuere.
Reserveligaholdet afviklede hvis muligt også deres kampe på stadion, men ellers havde det og de to ungdomsmandskaber to kunstgræsbaner til rådighed. De ligger side om side bag SB&I's Klubhus på Parkvej 41. P-muligheder på Fælledvej. Der er kameratårne til begge de indhegnede opvisningsbaner.
De resterende seniorhold og øvrige hold på ungdomsplan er fortsat organiseret under moderklubben, Slagelse B&I (stiftet den 23. maj 1887) og optræder således under dennes klubnavn i diverse turneringer. Vestsjællænderne er medlem af lokalforbundet DBU Sjælland (tidligere Sjællands Boldspil Union (SBU)) og derigennem af Dansk Boldspil-Union (DBU).
FC Vestsjælland etableredes som den professionelle overbygning af fodboldafdelingen i Slagelse Boldklub & Idrætsforening (SBI) og trådte officielt i kraft den 1. juli 2008 med sportslig virkning fra og med 2008/09-sæsonens start, hvor holdet spillede i den tredjebedste danske fodboldrække, Danmarksturneringens 2. division Øst. FC Vestsjælland blev nr. 2 i Betsafe Ligaen (tidl. 1. division) i 2012-13-sæsonen og rykkede dermed op i Superligaen.
I de første år i Superligaen var FC Vestsjælland ikke spået de store overlevelseschancer, men det viste, at man var klar, og efter 8 kampe lå det på en tredjeplads. Efterhånden blev de mere etablerede hold dog bedre sammentømret, og de endte på en flot 9. plads i den første sæson, og var dermed klar til sæson nr. 2 i Ligaen.
Hér sagde man farvel til cheftræner Ove Pedersen og overlod roret til den hidtidige assistenttræner, Michael Hansen. Han ønskede at stå for en mere underholdende og publikumsvenlig tilgang til fodbolden, og dét lykkedes så absolut fra starten af i den nye sæson, hvor f.eks. FC København var mere end heldig ved at slippe fra Harboe Arena Slagelse med uafgjort.
Slutningen af efterårssæsonen var en lang nedtur, og selv om træningsresultaterne vinteren over lovede godt, kostede starten fem nederlag i træk, og man lå ret isoleret på næstsidstepladsen med 13 runder igen, og 13 point til nedrykningsstregen.
Men med en formidabel indsats af både spillere, trænere og ledere blev hullet lukket op til de foranliggende, og kun sort uheld forhindrede klubben i at blive hængende i Ligaen.
Undervejs tvang den FC København ud i forlænget spilletid i klubbens første pokalfinale nogensinde, der dog endte med et 2-3 nederlag i Telia Parken foran godt 25.000 tilskuere.
I 2015-2016 spiller klubben atter i 1. division, der dog ændrer navn til Bet25 Ligaen. Ambitionen er hurtig tilbagevenden til Superligaen. På trods af denne målsætning begærede FC Vestsjællands ejer Kurt Andersen den 30. november 2015 klubben konkurs efter længere tids økonomiske problemer, der til sidst endte med at spillerne ikke fik løn for november måned.

## Klubbens historie

### Moderklubbens bedrifter
Moderklubben blev stiftet den 23. maj 1887 under navnet Slagelse Boldklub med kricket og senere fodbold på programmet. Den 27. august 1919 fusionerede man med Slagelse Idræts-Forening (stiftet 29. januar 1907 på et møde i den daværende "Schweitzer-Kaféen" på Schweizerpladsen med udelukkende atletik på programmet) under det nuværende klubnavn, Slagelse Boldklub & Idrætsforening (SBI), men den nye fælles bestyrelse besluttede at beholde den førstnævnte stiftelsesdato. Slagelse Boldklub, som hele tiden havde været medlem af DBU, var med til dannelsen af lokalforbundet Sjællands Boldspil-Union (SBU) i 1902, hvor klubbens daværende formand kom med i den første bestyrelse. Efter at have været repræsenteret i SBUs daværende Mesterrække siden 1931/32-sæsonen, formåede fodboldafdelingens bedste mandskab at vinde rækken i 1937/38-sæsonen efter to play-off kampe (omkampe grundet samme pointsum; i serierne medregnedes bedste målscore ikke endnu) i et lokalopgør mod de vestsjællandske naboer fra Korsør Boldklub fra samme mesterrække og sikrede sig dermed adgang til de landsdækkende fodboldrækker under Dansk Boldspil-Union for første gang i klubbens historie.
Slagelse-klubbens bedste mandskab spillede sin første kamp i DBU's turneringer i østpuljen af 3. serie (tredjebedste række) i 1938/39-sæsonen, da bornholmske IK Viking Rønne besejredes med cifrene 6—0 på hjemmebane den 21. august 1938. Kort tid efter sikrede førsteholdet sig yderligere oprykning til landets bedste række. Under besættelsen blev Slagelse B&I's førstehold placeret i kreds 2 af DBU's nød-turnering for Danmarksmesterskabet, hvor man deltog i sæsonerne 1941/42, 1942/43, 1943/44 og 1944/45. Det bedste resultat fra perioden under krigen blev en samlet andenplads i kredsen (en rangering efter ubesejrede KFUMs Boldklub fra København på førstepladsen) i 1943/44-sæsonen, hvilket sendte holdet videre til kvartfinalen i slutrunden, hvor man imidlertid tabte mod de senere Danmarksmestre fra Boldklubben Frem med cifrene 11—1. Efter fem år med regionalopdeling besluttede DBU grundet klubbens præstationer på banen at placere holdet i den nye 3. division (tredjebedste række i det nye divisionshierarki) efter krigsafslutningen, da forholdene igen var normaliseret. I den første ordinære sæson efter krigsperioden endte man på sidstepladsen og rykkede dernæst ned i den daværende fjerdebedste række, Sjællandsserien.
Først tyve sæsoner senere befandt slagelseanerne sig på ny i Danmarksturneringen (3. division vest) i 1966-sæsonen, da man i 1965 endte på en af de ekstraordinært mange oprykningspladser i forbindelse med etableringen af Danmarksserien (fjerdebedste række), hvor en 1. plads i Sjællandsserien betød direkte oprykning til divisionerne. Efter otte sæsoner i henholdsvis den daværende næstbedste (2. division) og tredjebedste fodboldrække sikrede klubben sig oprykning gennem en 2. plads i 1973-sæsonen (et enkelt point fra Holbæk B&I på førstepladsen). Klubbens første reelle sæson i landets fornemste række endte med en 11. plads i en 1. division bestående af tolv hold og fire point fra nedrykning. Førsteholdet endte i den efterfølgende sæson (1975) på en 15. plads (1. division var blevet udvidet til 16 hold) og to point under nedrykningsstregen. Efter to sæsoner i den næstbedste række kvalificerede holdet sig på ny til 1. division (sikret gennem en 2—0 sejr i sidste spillerunde), hvor man forblev to sæsoner. I 1978-sæsonen opnåede klubben sin bedste placering i Danmarksturneringen i fodbold med en samlet 8. plads grundlagt gennem 10 sejre, 10 uafgjorte kampe og 10 nederlag. I pokalturneringen formåede Slagelse B&I at spille sig frem til en enkelt kvartfinalekamp i 1978/79-sæsonen, hvor man imidlertid led et 3—5 nederlag på hjemmebane mod den nyoprykkede københavnerklub Hvidovre IF. Det lykkedes ikke mandskabet at fastholde positionen i tabellen og med to sidstepladser i henholdsvis 1979-sæsonen (1. division) og 1980-sæsonen (2. division) degraderedes holdet efterfølgende til den tredjebedste danske fodboldrække. Efter 1990-sæsonen gled man helt ud af Danmarksturneringen.
Klubben har — trods sin beskedne rolle i dansk topfodbold — produceret fire spillere til det danske A-landshold, som tilsammen havde 28 optrædener og i alt seks scoringer i perioden fra 1972 til 1978, hvor vestsjællænderne befandt sig i henholdsvis den daværende bedste (1. division) og næstbedste fodboldrække (2. division). Midtbanespilleren Heino Hansen står for de fleste landskampe (tyve kampe og fem mål) som repræsentant for Slagelse B&I. De resterende tre spillere inkluderer angriberen og klubbens første A-landsholdsspiller den dengang 23-årige Peter Johansson (i alt tre kampe og et enkelt mål i 1972), højre back/wing Flemming Mortensen (tre kampe i 1977, ingen scoringer) samt midterforsvareren Allan Hansen (to kampe i 1978-79, ingen scoringer). Ydermere er det lykkedes for Slagelse B&I at producere tre topscorere, alle tre gange i den tredjebedste fodboldrække i skikkelse af Peter Johansson (16 mål, 3. division øst i 1970-sæsonen), Heino Hansen (17 mål, 3. division vest i 1971-sæsonen) og Lars Britz (24 mål, 3. division i 1983-sæsonen).
I sæsonerne efter nedrykningen fra Danmarksturneringen til Danmarksserien (fjerdebedste fodboldrække) blev det til en yderligere degradering til Sjællandsserien i 1996-sæsonen, hvor klubbens bedste mandskab ikke havde befundet sig de seneste 30 år. Årsagen til Slagelse-klubbens fodboldmæssige fald var en konsekvens af manglen på kvalificerede spillere fra klubbens egne rækker til at tage over hvor den daværende førsteholdstrup slap — en førsteholdstrup, der i slutningen af 1970'erne udgjordes af de samme spillere, som havde sikret klubben oprykning til 1. division. I denne periode vægtede ledelsen klubbens økonomiske fundament højere end de sportslige resultater før man ville forsøge sig med en ny elitesatsning med Sjællandsserien som udgangspunkt. To sæsoner senere, i 2000/01-sæsonen, formåede holdet at sikre sig direkte oprykning til Danmarksserien. I 2002/03-sæsonen vendte klubbens bedste mandskab tilbage til divisionerne, da man sikrede sig førstepladsen i Danmarksseriens pulje 2 i 2001/02-sæsonen og hermed direkte oprykning. Efter nogle varierende slutplaceringer i de kommende sæsoner endte 2007/08-sæsonen, med en samlet 5. plads i 2. division Øst, med at blive den hidtidige bedste placering siden moderklubbens tilbagevenden til Danmarksturneringen. Placeringen i den øverste halvdel blev grundlagt med syv sejre og et enkelt uafgjort resultat i de første otte af forårssæsonens kampe, der fik klubben væk fra den akutte nedrykningsfare til Danmarksserien, idet holdet havde overvintret med blot et enkelt point over nedrykningstregen.

### Tidligere forsøg på samarbejde
I størstedelen af 1970'erne og dele af 1980'erne havde flere provins-sjællandske fodboldklubber en fremtrædende position i toppen af dansk fodbold, hvor man i enkelte sæsoner var talrigt repræsenteret — eksempelvis 1975-sæsonen. De efterfølgende sæsoner (professionel fodbold indførtes i 1978) medførte imidlertid en geografisk skævhed med reduceringen af de midt- og vestsjællandske fodboldklubbers indflydelse efterhånden som de storkøbenhavnske og jyske fuldtidsprofessionelle klubber gradvist overtog den dominerende hovedrolle i Danmarksmesterskabet i fodbold. Der er sidenhen løbende været opfordringer og udtrykt holdninger (særligt i slutningen af 1990'erne og i starten af 2000'erne) for en teoretisk mulig konstellation af flere af de nuværende og tidligere indflydelsesrige divisionsklubber i det midt-, syd-, øst- og/eller vestsjællandske område i et professionelt fodboldregi. Fusionstemaet har særligt været aktuelt i kølvandet på en sjællandsk fodboldklubs nedrykning fra Superligaen eller en mislykket oprykning til samme. Den enslydende argumentation har igennem årene været, at det sjællandske fodboldspil ikke vil opleve "bedre tider" før man kunne stille op med et større overbygningshold, da et bredt samarbejde anses som værende nødvendigt for at skabe et solidt økonomisk, organisatorisk og spillemæssigt grundlag til at tackle de stigende krav til en permanent plads i Superligaen.
Det har været på tale at samle interessenterne i en sjællandsk storklub på divisionsplan omfattende blandt andre Kalundborg GB, Holbæk B&I, Næstved IF, Køge Boldklub, RB 1906 og Herfølge Boldklub, hvoraf Slagelse B&I i flere tilfælde nævntes som den ene samarbejdspartner — "Team Sjælland", "FC Sjælland", "FC Sydsjælland" og "FC Vestsjælland" er alle blevet bragt frem som mulige navne. Grundet bekymringer over den økonomiske og sportslige afstand til de førende klubber — med Brøndby IF og F.C. København i spidsen — har nogle ment at et nyt tiltag med en større fælles regional professionel overbygningsaftale var nødvendig for at kunne skabe et tilnærmelsesvis lignende omsætning og et større marked, som en mindre fodboldklub eller i så fald et samarbejde/fusion med den nærliggende klub eller områdets mindre fodboldforeninger alene ikke kunne gøre. I alle tilfælde er det dog forblevet ved snakken, idet forsøgene generelt er strandet af enten økonomiske årsager (interesserede storsponsorer, for lille erhvervsliv i området etc.), ledelsesmæssige mangler, forskellige klubkulturer, manglende støtte til opførelse af et stadionbyggeri fra henholdsvis områdets erhvervsliv og de kommunale myndigheder og/eller modstand blandt enten medlemmerne eller bestyrelserne i de gamle traditionsklubber. Faktorer såsom kommunegrænserne, afstandene mellem de mange geografisk spredte provinsbyer med divisionsklubber, placeringen af hjemmebanekampe, forskellige individuelle sportslige ambitioner og den fortsatte rivalisering efter for eksempel hinandens talentmasse og de næstbedste fodboldspillere (i forhold til Superligaen) i regionen fremhævedes også som en af årsagerne til at klubberne — trods hensigtserklæringer hen imod mere samarbejde — i stedet fokuserede på konsolidering og udvikling af klubbernes egne afdelinger for eliten og ungdommen frem for blot at lade førsteholdene indgå i en fusion.
Fra omkring 2002 og en årrække frem havde Slagelse B&I et formaliseret samarbejde med hovedstadsklubben F.C. København, hvor klubben var partner i Superliga-klubbens strukturerede talentudviklingsprogram med en status som "satellitklub". Den vestsjællandske 2. divisionsklub og nabo, Kalundborg GB, tiltrådte i foråret 2005 ligeledes samme partner-aftale med københavnerne. En del af samarbejdsaftalen indebar blandt andet uddannelse af trænerne i klubben, regelmæssigt at sende udvalgte talentfulde ungdomsspillere til hovedstaden og rådgivning ydet af F.C. København, der kom på gæstevisit i forbindelse med aktiviteter i fodboldregi. Omkring år 2006 trådte både Slagelse B&I og Kalundborg GB ud af samarbejdsaftalen, som også havde kastet en række træningskampe mellem Slagelse-klubben og FCK's reserver fra Danmarksserien af sig.

### Tiden op til eliteoverbygningen
En projektgruppe fra Slagelse B&I arbejdede i godt to til tre år for at få stablet et større arrangement på benene i forbindelse med klubbens eliteplan. Skridtet hen imod etableringen af et selvstændigt aktieselskab, som udelukkende fokuserede på driften af Slagelse B&I's elitehold i divisionerne, blev taget på moderklubbens ordinære generalforsamling om eftermiddagen den 8. februar 2007. Den siddende bestyrelse på ti medlemmer erkendte, at den daværende organisation ikke var optimal og at det på sigt krævede nogle organisatoriske forandringer og større økonomiske satsninger for at kunne matche de højere rangerende fodboldklubber og derved bevare sin status som divisionsklub. Her fandt bestyrelsesmedlemmerne en udskillelse af divisionsfodbolden nødvendig, så der fremover eksisterede en klar opdeling af elite- og breddeafdelingen (amatørerne), ud fra den betragtning af at man således kunne holde de mange forskelligartede udfordringer adskilt. En fuldstændig enig bestyrelse traf den endelige beslutning om at overdrage førsteholdets licens til det nystiftede selvstændige aktieselskab, der fremover ville stå bag driften af Slagelse B&I's overbygning i et nyt professionelt regi i tæt samarbejde med moderklubben. Selskabet blev oprindeligt lanceret som "FC Sjælland A/S", men foretog et navneskifte til det nuværende "FCS 2008 A/S" grundet manglende rettigheder til navnet.
Den professionelle overbygningsplan præsenteredes af en sammensat projektgruppe på et pressemøde om formiddagen den 25. januar 2008 i klubhuset for Slagelse B&I og tog udgangspunkt i Slagelse B&I's bestyrelse og investorernes fælles ønske om at skabe et konkurrencedygtigt sjællandsk modstykke (udenfor Storkøbenhavn) med potentiale til avancement til den bedste fodboldrække. Pressemødet om den professionelle overbygning fandt sted efter man havde fået sin godkendelse på en generalforsamling i moderklubben, men før Dansk Boldspil-Unions godkendelse. Ved præsentationen strakte de sportslige ambitioner sig i første omgang til en oprykning til landets næstbedste fodboldrække, 1. division, men det pointeredes at man havde "i tidsplanen [..] råd til et par sæsoner mere i 2. division". Indenfor en overskuelig årrække skulle holdet have mulighed for at stabilisere sig som hold i 1. division og derpå sikre yderligere oprykning til Superligaen indenfor den seks årige forretningsplan (senest år 2014), hvor holdet skulle etablere sig som "fodboldflagskibet" i Region Sjælland (særligt Midt- og Vestsjælland) og derigennem få byen Slagelse tilbage på "det danske fodboldlandkort" og sikre den ønskede omtale i de landsdækkende medier. Projektgruppen udtalte, at man i den langsigtede strategi også ønskede at samarbejde med de omkringliggende foreninger i nærområdet, herunder de øvrige 16 fodboldklubber i Slagelse Kommune. FC Vestsjællands direktør, Gert Hansen, udtalte i marts måned 2008, at han ikke var afvisende overfor et fremtidigt samarbejde med områdets andre elitesatninger i andre idrætsgrene og skabe en multisportsforretning.
Investorer, samarbejdspartnere og bestyrelsesmedlemmer i aktieselskabet omfattede ved projektets lancering en kreds fra store dele af Slagelses lokalområde og erhvervsliv med interesse for fodboldspillet og blev udvalgt grundet deres indsigt i økonomi, ledelse og organisation. Det inkluderede bl.a. bryggeriejer og administrerende direktør Bernd Griese fra Harboe Bryggeri, Villum Christensen, direktør på Syddansk Universitet i Slagelse og vice-borgmester i Slagelse Kommune (fra 1. september 2008 også medlem af Folketinget), Jens Grønkjær, direktør, og Gert Hansen, sportsdirektør i Slagelse B&I med fire-fem års erfaring fra starten af den professionelle afdeling af Slagelse FH/Slagelse Dream Team. Øvrige aktionærer var Vilcon Gruppen og SEBO Holding. Den 20. februar 2008 blev den tidligere A-landsholdsspiller, udlandsprofessionelle fodboldspiller og fodboldtræner Michael Schjønberg præsenteret som kommende sportsdirektør for FC Vestsjælland, med officiel tiltrædelse på posten den 1. april på en seksårig kontrakt — den samme periode som klubbens mål om fodbold i Danmarks fornemmeste række — i en stilling hvor han skulle varetage den daglige sportslige ledelse i samarbejde med trænerteamet og ledelsen. Schjønberg havde senest bestridt en lignende position som sportsdirektør i sin tidligere tyske arbejdsgiver, 1. FC Kaiserslautern. Gert Hansen fortsatte derimod som ulønnet administrerende direktør for det nystartede selskab bag elitefodbold-projektet.
På den økonomiske front havde den sportslige elitesatsning foruden de lokale investorer fået en nødvendig større kapitalindsprøjtning fra forretningsmanden Kurt Andersen til at realisere sin langsigtede målsætning. Andersen, der indtrådte som første formand for det nye professionelle selskab, har tidligere været hovedaktionær med en store række investeringer i perioden 2001—2007 i underholdingsvirksomheden Århus Elite A/S (selskabet bag Superliga-klubben AGF), hvor han måtte trække sig ud med et personligt millionoverskud på bundlinjen. Med et fortsat ønske om at investere i elitefodboldprojekter havde Andersen samtaler med en række fodboldklubber rundt om i Danmark omkring et tættere samarbejde. I september 2007 tog Andersen selv kontakt til bestyrelsen og ejerkredsen i 1. divisionsklubben Næstved Boldklub (eliteoverbygningen på moderklubben Næstved IF) for at drøfte et forslag med klubbens store aktionærer om at skabe grundlaget for en udbygning af klubbens forretning. Forhandlingerne på et møde i november måned 2007 endte uden resultat, da Andersen udelukkende var interesseret i at gå ind i fodbold og ikke så de store muligheder i satsningsområder som basketball og eventarrangementer, som aktionærerne i Næstved også ønskede at engagere sig i. Under et besøg i Spanien kort før julen 2007 blev Andersen kontaktet af Slagelse B&I's sportsdirektør, Gert Hansen, der i denne periode søgte investorer og potentielle sponsorer. Gert Hansen krediteres ofte for at være hovedmanden bag indsatsen for i sin tid at få hentet Anja Andersen til Slagelse. Kontakten udviklede sig fra en generel samtale om dansk fodbold som helhed til at Kurt Andersen blev samarbejdspartner og hovedaktionær i det nystiftede aktieselskab bag eliteafdelingens mandskab samtidigt med at han fik en post i klubbens ledelse.
Pressemødet i januar 2008 med fodboldprojektets offentliggørelse fandt sted godt to måneder efter den daværende sportschef og cheftræner Anja Andersen havde annonceret, at hun ville forlade damehåndboldligaklubben Slagelse FH (en periode havde eliteoverbygningen navnet Slagelse Dream Team) med udgangen af 2007/08-sæsonen for at blive træner hos ligarivalerne F.C. København Håndbold. Slagelse Kommunes interesse i at støtte det ambitiøse fodboldprojekt gennem blandt andet bedre eliteidrætsfaciliteter blev set som et fortsat ønske om at kunne markedsføre og brande kommunen som sports- og sundhedskommune på en ny eliteidrætsmæssig satsning gennem ligafodbold i samme omfang som kommunen profileredes gennem Anja Andersens sportslige evner, personlighed og omdømme i hendes otte år i Slagelse FH. Det generelle mål var at skabe interesse for byen Slagelse samt området omkring og få flere unge til at dyrke motion. Ledelsen udtalte inden sæsonstarten, at man med "fodbolden [ville] gøre alt for at overtage det, håndbolden hidtil [havde] stået for i Slagelse" som samlingspunkt og primære samtaleemne.

### Stadion og faciliteter
Moderklubben Slagelse Boldklub optog officielt fodbold på klubbens program i 1890 og den første tid dyrkedes den relativt nye sportsgren i Danmark på en lang række forskellige lokaliteter i Slagelse by uden at afdelingens medlemmer havde en decideret fast spilleplads. Klubbens første spillested var i en kortvarig periode på en tømmerplads, der sidenhen blev erhvervet af partiet Venstre. I de efterfølgende år flyttede man blandt andet mellem et vænge i Herrestræde (senere Alderstrøst), Garvergaarden indtil 1891, Studentersøen i 1890'erne (på dette tidspunkt en eng indtil den blev sat under vand), den nordlige del af pladsen for det nuværende Sct. Mikkels Kirkegård og Lystskoven før foreningen af byrådet fra 1910 anvistes til sine nuværende fodboldbaner (en almindelig græsmark) på Vestermarken, der forinden var blevet anlagt som dyrskueplads. Slagelse Idræts-Forening benyttede kort tid efter stiftelsen Vestermarken ved Slotsalléen som sin første træningsplads, også med tilladelse fra byrådet. Interessen for fodbold blandt medlemmerne i Slagelse Boldklub var i denne periode stigende og gjorde det nødvendigt at finde bedre baneforhold — med Vestermarken som resultat. I tiden efter flytningen til Vestermarken fik foreningernes medlemmer råd til at anskaffe sig et mindre rekvisit- og omklædningsrum, som man i fællesskab selv opførte. Efter sammenlægningen i 1919 oplevede fusionsklubben en opblomstringsperiode både sportsligt og medlemsmæssigt (aktive), hvilket gjorde pladsen for lille og utidssvarende til de sportsudøvende, som endvidere medvirkede til en stor slitage.
Bestyrelsen ansøgte derfor om "en plads til anlæggelse af kampbane og et stadion til fri idræt" hos Slagelse Byråd, hvor man mødte en velvillig forståelse for klubbens situation. Forhandlingerne med Slagelse Byråds Kasse og Regnskabsudvalg — repræsenteret ved den daværende borgmester H.P. Hansen — dannede grundlaget for Slagelse Kommunes anlæggelsesprojekt af idrætsparken Slagelse Stadion til en samlet omkostning af 52.000 kroner på engen syd for Slagelse Kommunale Sygehus (nu Slagelse Centralsygehus) stillet til rådighed af de kommunale myndigheder. Den officielle indvielse af idrætsanlægget, hvis anlæggelse tog knapt et år, fandt sted den 22. maj 1927 (i tide til foreningens 40 års jubilæum) med et tilskuerantal på 4.000 og der blev ved denne lejlighed spillet en fodboldkamp mellem Slagelse B&I og provinsmesteren i Landsfodboldturneringen 1926/27, Skovshoved IF. Ved indvielsen bestod selve stadion (det gamle) af en fodboldbane med en løbebane hele vejen rundt om, en kastebane, en springbane, tilskuerpladser, et omklædningsrum og en port med skriften "Idrætsparken" og "1927". Klubbens fremtidige spillested opførtes med en hovedtribune på en helt ny fodboldbane (uden en atletikbane) i den nordligste del af anlægget i tiden efter besættelsen. Klubhuset ved siden af det nye stadion blev opført af frivillig ulønnet arbejdskraft i 1960'erne.
Vestsjællændernes hjemmebanekampe i diverse turneringer er sidenhen været blevet afviklet på den nye opvisningsbane på Slagelse Stadion. Hovedtribunen på Slagelse Stadion har en kapacitet på 2.600 overdækkede siddepladser, mens den samlede siddepladskapacitet med de øvrige to tribuner angives til 3.300 ud af en samlet publikumkapacitet på godt 10.000 tilskuere. Stadionrekorden på 9.500 tilskuere daterer sig tilbage til starten af 1970'erne, hvor den blev sat i forbindelse med en divisionskamp i Danmarksturneringen mellem Slagelse B&I og Holbæk Bold- og Idrætsforening. Fodboldbanens dimensioner oplyses til at være 110 x 70 meter og opvisningsbanen har et lysanlæg på 1.000 lux. Ligesom moderklubbens sekundære seniorhold og ungdomshold fortsatte eliteoverbygningens mandskab at afholde sine træningspas og afvikling af hjemmebanekampene på Slagelse Stadion, hvor der er indgået en lejeaftale mellem Slagelse Kommune og klubben. Det højeste tilskuertal til en FC Vestsjælland turneringskamp blev sat ved slutkampen om oprykning til Superligaen mod Hobro IK, hvor godt 6.200 tilskuere overværede 0—0 kampen, der samtidigt sikrede Hobro overlevelse i den næstbedste række.
Dansk Boldspil-Union har pointeret, at FC Vestsjællands plads i de øverste fodboldrækker ikke blot afspejler klubbens resultater på grønsværen, men desuden afhænger af organisationen omkring klubben, et opdateret stadionanlæg (bl.a. varmelegemer i fodboldbanen) og moderne faciliteter, som skal være på plads før det nationale fodboldforbund kan uddele klubben en licens til Superligaen. Inden eliteprojektets lancering afholdtes en række møder med en repræsentant fra Slagelse Kommune, som indvilligede i at vise sin indirekte støtte til eliteprojektet gennem en udbygning af tilskuerrammerne på det eksisterende nedslidte fodboldstadion i den sydvestsjællandske by.

### Den geografiske navnestrid
Den ambitiøse eliteoverbygning blev ved projektets lancering oprindeligt navngivet FC Sjælland i et forsøg på at opnå en bredere appel og generere en større interesse i Slagelse, et større opland blandt lokale sponsorer/investorer og et bedre publikumsgrundlag, men det vidtrækkende navn viste sig hurtigt problematisk juridisk set og man var efterfølgende nødsaget til at søge efter et andet holdnavn. Den daværende sportschef for Slagelse B&I, Gert Hansen, ansøgte allerede i august 2007 — på vegne af Slagelse B&I — Patent- og Varemærkestyrelsen om at registrere varemærket FC Sjælland, men fik et afslag to måneder senere i oktober måned. Styrelsens afgørelse blev begrundet med navnets manglende særpræg for at kunne registreres, men Slagelse B&I havde en frist frem til 25. februar 2008 til at vende tilbage med et svar, hvorefter sagen ville blive lukket, hvilket bestyrelsen ikke benyttede sig af. Næstved Boldklub stiftede i januar 2008 et selskab til deres egen sportslige elitesatsning, Sjælland Sport & Event A/S (SS&E), der forinden havde været tolv måneder undervejs (en forretningsplan siden efteråret 2006). Samme dag som offentliggørelsen af Slagelse B&I's sportslige satsning fandt sted fik Næstved Boldklub A/S registreret FC Sjælland A/S som binavn i Erhvervs- og Selskabsstyrelsen og kom således Slagelse B&I i forkøbet med at sikre sig rettighederne til navnet.
DBU Turneringer (afdelingen behandler navneansøgninger) afviste godt en måned efter projektets offentlige lancering at give tilladelse til at klubben kaldte sig et så "omsiggribende et navn" i forhold til de resterende sjællandske fodboldklubber i Danmarksturneringen. Dansk Boldspil-Unions beslutning skete ud fra den betragtning, at den rimelige afgrænsning for den geografiske association i fodbold-regi var overskredet, hvorved klubbens bedste fodboldhold definitivt måtte opgive navneforandringen. Der var endvidere ikke tale om en overbygningsaftale eller sammenlægning mellem to eller flere klubber, der kunne retfærdiggøre navngivningen, som det bl.a. har været tilfældet med Lolland-Falster Alliancen, FC Midtjylland, FC Bornholm, FC Nordsjælland og FC Fyn. Næstved Boldklub havde rettet en henvendelse til DBU om det principielle i brugen og retten til navnet FC Sjælland samt en præcisering af de objektive kriterier ved valg af et vidtfavnende holdnavn, der dækker så stor en geografisk region og hvilken opsætning en klub skal have. Der blev dog i DBU's afgørelse hverken taget hensyn til Næstveds Boldklubs henvendelse eller at man udenom fodboldens vej sikrede sig rettighederne på visse navne. Tidligere, i juni 2003, havde de to sydsjællandske serieklubber Præstø I.F. og Bårse IF fået et afslag af DBU på at benytte FC Sydsjælland til kvindeafdelingernes fælles elitesatsning, da navnet var "for stort til en klub med den konstellation" og elitesamarbejdet optrådte i stedet med kompromisset Freja Sjælland (opløstes i efteråret 2005).
Fodboldforbundets regler for dets medlemsklubber at foretage navneændring i fodbold-regi har normalt set været meget lempelige, idet det eneste krav man stilte, var at ingen andre benyttede navnet i forvejen og det var indenfor rimelighedens grænser. I forbindelse med denne sjællandske navnestrid har Dansk boldspil-Unions bestyrelse imidlertid debatteret, hvor meget et holdnavn må brede sig rent geografisk. Repræsentanter for det øverste ledelsesorgan for fodbold i Danmark har måttet fortage en subjektiv vurdering og vægtet hensynet til de øvrige fodboldklubber i det pågældende område, hvilket i realiteten betyder at ingen enkeltstående klub eller overbygning kan påberåbe sig navnet for en større landsdel (eksempelvis "FC Jylland"), såfremt betegnelsen ikke har en fornuftig geografisk afgrænsning. Klubbens bestyrelse har argumenteret, at et navneskifte var nødvendigt, da man gerne ville samarbejde med andre klubber omkring Slagelse og ikke ville bremses af det gamle navn.
Klubbens reaktion blev at videregive sagen til selskabets advokat og bestyrelsesmedlem Michael Vilhelm Nielsen, som uden held forsøgte at appellere til Dansk Boldspil-Union om at revurdere selskabets argumenter og genoverveje sagen. Herfølge Boldklub, som også tidligere har forsøgt at få godkendt navnet FC Sjælland, men fik afslag ligesom Slagelse B&I, fandt i vinterpausen 2007/08 anledning til at registrere navnene FC Midtsjælland og FC Sydsjælland som binavne grundet klubbens fremtidsplaner om et nyt sjællandsk regionshold. En overgang indsendte Slagelse B&I's bestyrelse fem forskellige hold-/klubnavne til eliteoverbygningen, så man senere kunne vælge iblandt de navne, DBU godkendte. Et revideret og mere geografisk afgrænset holdnavn for overbygningen, FC Vestsjælland (registreret allerede den 27. februar 2008), blev først endeligt godkendt af DBU i slutningen af maj måned 2008, kort tid inden overbygningsprojektet og ændringen af holdnavnet officielt trådte i kraft med virkning fra den 1. juli 2008. Samtidig med etableringen af FC Amager, Blokhus FC, FC Svendborg og Nordvest FC blev Slagelse-holdet den 1. juli 2008 den 17. divisionsklub igennem tiden til at benytte sig af den internationaliserede forkortelse af fodboldklub (FK) efter den engelske model, "FC", i holdnavnet for klubbens bedste mandskab.
|  | Denne artikel eller sektion om sport er forældet eller ikke opdateret. Se artiklens diskussionsside eller historik. |

### Debut: 2008/09-sæsonen
Eliteoverbygningens mandskab startede sin tilværelse i østpuljen i landets tredjebedste fodboldrække med virkning fra og med 2008/09-sæsonen, idet man overtog den seneste placering fra 2007/08-sæsonen for moderklubbens førsteholdstrup, der sluttede på en femteplads i 2. division Øst. Overbygningsaftalen kom udelukkende til at omfatte 1. seniorholdet i divisionerne, hvorimod de restende af Slagelse B&I's sekundære seniorhold i de lavererangerende lokale serier under DBU og/eller SBU samt holdene i ungdomsafdelingen skulle forblive organiseret under moderklubben (breddeklub) og anvende dennes navn i turneringsmæssige sammenhænge. Udover 1. seniorholdet (nu FC Vestsjælland) bestod eliteafdelingen under Slagelse B&I således af et reserveholdsmandskab (serie 1, pulje 2 under SBU), et U/21-mandskab, et U/19-mandskab og et U/17-mandskab i 2008/09-sæsonen.
Slagelse B&I's bestyrelse første målsætning, efter offentliggørelsen af fremtidsplanerne med klubbens elitemandskab kort tid inden forårssæsonens begyndelse i 2008, var at få spillet sig væk fra bundregionen i 2. division Øst og sikre eliteholdets fortsatte eksistens i Danmarksturneringens tredjebedste række. Dette skete gennem en mindre forstærkning af spillertruppen for at holde fast i ambitionsniveauet, hvilket i løbet af kort tid kunne præsentere nogle mærkbare resultater i forårssæsonen 2008 og endte med at placere holdet i den øverste halvdel af divisionen. Den 34-årige tidligere Superliga-spiller Jeppe Tengbjerg, der tiltrådte som spillede cheftræner (udover cheftrænerstillingen blev han senere også sportschef) for Slagelse B&I i sommerpausen 2005, fortsatte på samme post for den professionelle overbygning i første omgang indtil kontraktens udløb i 2010. I juli måned 2008 engagerede ledelsen og Schjønbjerg Carsten Lundsteen, der i slutningen af maj måned havde forladt posten som cheftræner for 2. divisionsklubben Holbæk B&I, som ny assistenttræner til Tengbjerg (på dette tidspunkt indehaver af DBU's P-træner licens). Lundsteen blev ydermere ansat som divisionsklubbens talentspejder med hele Sjælland som sit arbejdsområde, men valgte imidlertid selv at trække sig fra assistenttrænerposten efter få uger og inden klubben havde spillet sin første officielle turneringskamp. Tengbjerg havde allerede i tiden med Slagelse B&I haft Jan Hansen, som var fulgt med cheftræneren over til FC Vestsjælland, som assistenttræner og mente ikke der var behov for tilgangen af Lundsteen. Den tidligere divisionsspiller og reservemålmand for Slagelse B&I, Carsten Kamstrup Pedersen, fortsatte som målmandstræner for vestsjællænderne.
Udgangspunktet for 2008/09-sæsonen tog afsæt i den forgangne sæsons spillertrup, hvor man forlængede aftalerne for en lang række af spillerne, men havde stadigvæk en tilgang af ni forstærkninger fra andre divisionsklubber i løbet af sommerpausen 2008 — en planlagt forstærkning af truppen påbegyndt allerede i vinterpausen 2007/08 med tilgangen af spillere fra højere rangerende klubber. Sportsdirektør Michael Schjønberg præsenterede FC Vestsjællands samlede spillertrup for debutsæsonen 2008/09 den 2. august ved arrangementet "FC Vestsjælland Dagen" efter både eliteafdelingens nye logo og spillertrøjer var blevet offentliggjort. Siden transfervinduet i januar måned 2008 blev der foretaget en udskiftning af godt halvdelen af spillertruppen, som ved efterårssæsonens sidste turneringskamp den 16. november 2008 havde en samlet gennemsnitsalder på 24,91 år og med blot to amatørspillere uden en kontrakt (resten af holdet var på lønningslisten). Klubledelsens ageren på transfermarkedet bestod fortrinsvist i at få indhentet fodboldspillere "med fremtid i", der passede ind i det traditionelle 4-4-2 spillesystem, trænerteamet som udgangspunkt ville benytte sig af til den primære startopstilling i efterårets turneringskampe. Visionen om en oprykning til Superligaen indenfor seks år og intet pres fra investorerne gav plads til at man ved eliteoverbygningens etablering nedtonede forventningerne til de sportslige resultater og avancement til 1. division allerede i første sæson. Grundet den større udskiftning i sommerens transfervindue skulle den første sæson frem for alt benyttes til at udvikle og sammenspille truppen og opnå en placering blandt de bedste, men hvis muligheden forelå, ville man gå efter en direkte oprykning til landets næstebedste række allerede det første år. Endvidere havde man i debutsæsonen ingen målsætning om at vinde den landsdækkende pokalturnering.
Den første officielle turneringskamp med deltagelse af FC Vestsjælland som den ene part fandt sted den 9. august 2008 i forbindelse med udebaneopgøret og sæsonpremieren på Gentofte Stadion i 2. division Øst imod forrige sæsons nedrykkere fra 1. division, Hellerup IK. Cheftræneren for den nystartede eliteoverbygning havde givet plads til seks debutanter i startopstillingen i opgøret mod Gentofte-klubben. 2. divisionskampen blev afgjort i de sidste 10 minutter, hvor Gentofte-holdet på et tidspunkt undgik en offside fælde og derpå formåede at lave en sen udligning til stillingen 2—2, men FC Vestsjælland sikrede sig i sidste ende en samlet premieresejr over HIK med cifrene 4—2 på baggrund af to scoringer i kampens sidste minut. Angriberen Rasmus Festersen er krediteret for at have lavet det første officielle mål for overbygningsprojektet med sin scoring oppe i nettaget i opgørets 17. minut, hvor dette ene mål forblev den midlertidige halvlegsstilling. Slagelseanernes første deciderede faste anfører blev den nyankomne angriber Andreas Mortensen, som allerede blev udvalgt — grundet hans rutine og håndtering af det større ansvar og krav positionen medfører — til bære anførerarmbindet i sæsonopstartens seks træningskampe. Sommerpausens første træningskamp blev afviklet på udebane med en 16 mands stor spillertrup mod 1. divisionsholdet Herfølge Boldklub den 12. juli 2008 med et 2—3 nederlag til følge, hvilket trænerteamet stillede sig tilfredse med og lod Mortensen fortsætte med denne rolle på holdet i hele efterårssæsonen 2008.
FC Vestsjællands første kamp i DBU's Landspokalturnering (under sponsornavnet Ekstra Bladet Cup) i 2008/09-sæsonen samt i eliteoverbygningens korte historie blev afviklet den 13. august 2008 på udebane på Fakse Stadion mod det sydsjællandske serie 2-mandskab Faxe Boldklub og endte med en samlet 1—6 sejr (0—4 efter første halvleg). I anden runde af pokalturneringen mødte slagelseanerne Danmarksserie-klubben B 1908 fra Amager på udebane i Sundby Idrætspark den 23. august 2008, hvor man formåede at trække sig sejrrigt ud af kampen med 3—5 og kom dermed videre i den landsdækkende pokalturnering. Det vestsjællandske mandskab nåede ikke længere end 3. runde, idet man den 27. september 2008 led et nederlag på hjemmebane i den professionelle overbygnings første live-transmitterede turneringskamp (søsterkanalen TV3+ havde tv-rettighederne til pokalkampen, som samlede gennemsnitligt 65.000 tv-seere) mod Superliga-klubben F.C. København med 0—4 efter en målløs 1. halvleg.
Efter 14 spillede 2. divisionskampe (10 sejre, 2 uafgjorte kampe og 2 nederlag) overvintrede vestsjællænderne i 2008/09-sæsonen som øst-kredsens tophold, to point ned til Østerbro-klubben B.93 på andenpladsen, dette på trods af at holdet fik sin divisionskamp i efterårets sidste spillerunde mod en anden oprykningskonkurrent Brønshøj Boldklub udsat til forårssæsonen 2009 grundet vejrforholdene på dagen. Samtidig overvintrede offensivspilleren Andreas Mortensen øverst på topscorerlisten i begge respektive puljer i 2. division med sine 11 divisionsmål (ud af i alt atten officielle mål i efterårssæsonen 2008) i 12 divisionskampe — en topscorerstatus han delte med offensivspilleren Danni König fra Brønshøj Boldklub. Ved arrangementet "Årets Fodboldfest 2008" blev 22-årige Rasmus Festersen af DR Sporten og Spillerforeningen kåret til Årets Profil i 2. Division Øst på baggrund sin indsats i både forårs- (9 mål i 15 kampe) og efterårssæsonen (8 mål i 13 kampe) og blev dermed den første FC Vestsjælland spiller, der fik denne anerkendelse, og den anden Slagelse B&I spiller efter angriberen Casper Henningsen (kåret i 2006). Nederlagene i 2. division Øst skete på udebane mod Brøndby IFs reserver den 27. august 2008 (resultat: 5—1) og på hjemmebane mod Stenløse Boldklub den 19. oktober 2008 (resultat: 1—2). Forsvarsspilleren Andreas Schultz blev den første spiller fra FC Vestsjælland, som modtog en advarsel for et frispark (18. min.) i forbindelse med den første hjemmebanekamp på Slagelse Stadion den 17. august 2008 mod 1. divisionsnedrykkerne fra Ølstykke FC. Midtbanespilleren Anders Torpegaard har med sin spilletid i 17 kampe (alle gange i startopstillingen), heraf 14 i divisionen og 3 i pokalen, rekorden for flest spillede turneringskampe for FC Vestsjælland (per 31. december 2008).
I løbet af vinterpausens godt fire måneder deltidsansatte man en række af førsteholdstruppens spillere (Peter Foldgast ansattes som marketingsmedarbejder) og indførte fra årsskiftet en øget ugentlig træningsmængde for at indfri ambitionerne. Sideløbende tilpassede man administrationen med flytning til nye kontorer i Sparekassen Sjællands lokaler på Schweizerpladsen 6 i Slagelse. Forårssæsonen indledtes med en udebanekamp i 2. division Øst mod københavnske Vanløse IF, hvor holdet opnåede et uafgjort resultat i forårspremieren, mens man i det efterfølgende opgør på hjemmebane mødte Glostrup F.K. og tabte med cifrene 0—1. Resultaterne og pointudbyttet i forårets to divisionskampe sendte holdet ned på en tredjeplads i tabellen et enkelt point efter førende B.93 (1 kamp mere) og Brønshøj Boldklub. På baggrund af den manglende indfrielse af bestyrelsens forventninger om seks point i indledningen på foråret 2009 og forsvaret af 1. pladsen tog man en beslutning om at stoppe samarbejdet med cheftræneren gennem tre et halvt år, Jeppe Tengbjerg, med virkning fra den 31. marts 2009. Som afløser valgte man at udnævne Michael Schjønberg som eliteholdets nye cheftræner for den resterende del af sæsonen, som ligeledes fortsatte i sin stilling som sportsdirektør i klubben. Assistenttræner Jan Hansen fortsatte i sin stilling.
Den 9. april 2009 vandt Slagelse-klubben på hjemmebane i 19. runde af 2. division Øst over Brøndby IFs reserver (U/21-hold) med cifrene 8—0 (6—0 var pausestillingen), hvilket er eliteoverbygningens største sejr i turneringsmæssig sammenhæng (per 10. april 2009). Det største nederlag i FC Vestsjælland-regi (per 10. april 2009) fandt sted i en turneringskamp i 3. spillerunde af østkredsen samme sæson i forbindelse med en udebanekamp mod selvsamme modstander den 27. august 2008, hvor slutresultatet blev 5—1. F.C. Københavns sejr med cifrene 4—0 i 3. runde af DBU's Landspokalturnering den 27. september 2008 på Slagelse Stadion var derimod uden nogen scoringer fra vestsjællænderne.

## Klubbens logo og spilledragt
Præsentationen af FC Vestsjællands nye spillertrøje med det nye klublogo fandt først sted efter sommerens træningskamp inden sæsonstarten mod 2. divisionskollegaerne fra Greve Fodbold (4—1 sejr efter 2—0 ved halvlegstid). I forbindelse med lanceringen af overbygningsprojektet besluttede man at bevare moderklubbens farver rød og blå som førsteholdets farver og samtidig holdt man fast i det grundlæggende design af fodboldholdets spilledragt på hjemmebane (rød trøje, blå benklæder og røde strømper), som det også kendtes fra moderklubbens førstehold i sæsonerne forinden. Som kampdragt på udebane fortsatte førsteholdets spillere ligeledes med den helt sort-farvede spilledragt (enkelte hvide markeringer på ryg, skuldre, shorts og strømper; sponsorlogoer/-tekst er også forsøgt holdt i hvidt) fra 2007/08-sæsonen. Farvevalget for den alternative spilledragt har dog ikke været konsekvent blandt moderklubbens sekundære mandskaber og ungdomshold.
Et nyt separat logo til den sportslige fodbold-satsning i Slagelse blev først offentliggjort om eftermiddagen den 2. august 2008 i forbindelse med afholdelsen af arrangementet "FC Vestsjælland Dagen" på Schweizerpladsen i Slagelse i overværelse af flere hundrede fremmødte mennesker. Slagelse B&I benyttede i sæsonerne forinden et vikingetema i deres markedsføring, hvilket blandt andet kunne ses i moderklubbens merchandise, supportergruppen Slagelse Red Vikings og den dertilhørende maskot, Hjalte (klædt i en spilledragt), til klubbens hjemmebanekampe på Slagelse Stadion. Vikingetemaet holdt klubben bevidst fat i som eliteprojektets identitet og hvis omfang man har valgt skal være en vigtig del af det fremtidige brand og værdigrundlag for FC Vestsjælland, således at klublogoet nu også blev omfattet. FC Vestsjællands event-afdeling har introduceret forskellige stemningsskabende tiltag i forbindelse med optakten til hjemmebanekampene, der bygger på klubbens varemærke. Ydermere er man fortsat med moderklubbens motto, "Regionens Hold". Emblemet kom først på spilledragterne i forbindelse med holdets første turneringskamp i 1. division den 9. august mod Hellerup IK. Vestsjællænderne er den anden fodboldklub i Danmarksturneringen til at benytte sig af vikingetemaet. Temaet blev allerede taget i brug til markedsføringen af nordsjællandske Lyngby Boldklub med dannelsen af klubbens professionelle afdeling under navnet Lyngby FC i 1994, hvilket efterfølgende adopteredes af klubbens til lejligheden stiftede officielle fanklub, Blue Vikings.
Logoet afsløredes fra den øverste etage hos en lokalafdeling af Sparekassen Sjælland (en af klubbens sponsorer), hvor det blev rullet ned over facaden. Klubbens ledelse formulerede samlet tre kriterier, der skulle tages hensyn til i udarbejdelsen af logodesignet: 1. det nye klublogo skulle indeholde klubfarverne, 2. det nye klublogo skulle være letgenkendeligt og 3. det nye klublogo skulle være unikt sammenlignet med andre indenfor fodboldverdenen. Det endelige design tog udgangspunkt i klubbens regionale og nationale beliggenhed, hvor vikingetiden har en kulturel historisk rolle med den tidligere strategisk placerede militære vikingeborg, Trelleborg i nærheden af Slagelse. Klublogoet består af to grundlæggende elementer: 1) et trekantet skjold indeholdende tre lodrette striber i klubfarverne blå og rød (højre halvdel har en mørkere farvetoning) samt klubnavnets forkortelse "FCV" i hvidt i bunden og 2) ovenover skjoldet ses en stiliseret hornet guldhjelm med næsebeskyttelse (relationen til Trelleborg og vikingerne; klubbens vartegn), som benytter en farveeffekt til at skabe et tredimensionelt billede af en hjelm af metal. Logoet omkranses af både en hvid- og sortfarvet kant af designmæssige årsager for at bedre at kunne skelne logoet fra eventuelle omkringliggende elementer. En todimensionel version af logoet har en bronze-farvet hjelm med hvid solplet i øverste venstre del af hjelmens spids, mens skyggesiden på skjoldet er fjernet.

## Førsteholdstruppen

### Nuværende spillertrup
| 1  | Danmark | Thomas Mikkelsen (MÅ)        |
| 3  | Danmark | Morten Rasmusen (FO)         |
| 5  | Danmark | Morten Bertolt (MI)          |
| 6  | Danmark | Henrik Madsen (MI) (Anfører) |
| 7  | Danmark | Peter Nymann (MI)            |
| 8  | Danmark | Anders Due (MI)              |
| 9  | Danmark | Yones Felfel (AN)            |
| 11 | Danmark | Nikolaj Hansen (AN)          |
| 12 | Danmark | Anders Randrup (FO)          |

| 13 | Rumænien        | Jean-Claude Bozga (FO)                          |
| 15 | Danmark         | Peter Jul Nielsen (FO)                          |
| 17 | Danmark         | Mathias Hebo (MI) (Udlejet fra FC Nordsjælland) |
| 18 | Danmark         | Anders Kure (FO) (Vice Anfører)                 |
| 19 | Danmark         | Victor Wagner (FO)                              |
| 20 | Danmark         | Marc Rochester Sørensen (MI)                    |
| 21 | Danmark         | Frederik Christensen (AN)                       |
| 22 | Elfenbenskysten | Jean Noël Thome (MI)                            |
| 25 | Island          | Frederik Schram (MÅ)                            |

Oversigt sidst opdateret: 15. september 2015.

### Trænerstaben
| Periode                     | Cheftræner         | Assistent(er) | Liga            | 0K | 0V | 0U | 0T | Mf | Mi | V%     | Bedrifter |
| --------------------------- | ------------------ | --- | --------------- | -- | -- | -- | -- | -- | -- | ------ | --- |
| 1. juli 2008—31. marts 2009 | Jeppe Tengbjerg    | 2008—2009: Jan Hansen (assistent) 2008—2009: Carsten Kamstrup Pedersen (målmand) 2008—2008: Carsten Lundsteen (assistent) | 2. division Øst | 19 | 12 | 03 | 04 | 51 | 29 | 63,16% | |
| 31. marts 2009—             | Michael Schjønberg | 2009—: Jan Hansen (assistent) 2009—: Carsten Kamstrup Pedersen (målmand)                                                  | 2. division Øst | 03 | 02 | 01 | 0  | 12 | 02 | 66,67% | — K: Kampe, V: Vundne kampe, U: Uafgjorte kampe, T: Tabte kampe, Mf/Mi: Mål for/imod, V%: Antal vundne kampe/total antal kampe Oversigt sidst opdateret: 10. april 2009. |

### Spillertransfers
| 0Sommer 2013 | 0Sommer 2013 |
| --- | --- |
| 1. Oliver Lund – Hentet i AB 2. Marc Dal Hende – Hentet i AB 3. Dennis Sørensen – Hentet i FC Energie Cottbus 4. Marc Rochester Sørensen – Hentet i HB Køge 5. Michael Lumb – Hentet i VfL Bochum 6. Jan Kristiansen – Kontraktfri (Tidligere Brøndby IF) | 1. Mads Heidelbach Hansen – Kontraktudløb 2. Philip Rasmussen – Kontraktudløb 3. Casper Henningsen – Kontraktudløb 4. Ansu Toure – Kontraktudløb |

| 0Vinter 2008 | 0Vinter 2008 |
| --- | --- |
| 1. Andreas Marcher – Hentet i Brønshøj Boldklub 2. Daniel Udsen – Hentet fra FC Amager 3. Kristoffer Wichmann – Hentet fra FC Amager | 1. Stephen Jensen – Skiftet til Svebølle BI 2. Rasmus Tønnesen – Skiftet til Slagelse B&I 3. Jeppe Tengbjerg – Stilling som cheftræner opsagt |

| 0Sommer 2008 | 0Sommer 2008 |
| --- | ------------ |
| 1. Anders Torpegaard – Hentet i Odense Boldklub 2. Michael Jørgensen – Hentet i Slagelse B&I 3. Thomas Mikkelsen – Hentet i Slagelse B&I 4. Jim Hansen – Hentet i Slagelse B&I 5. Rasmus Tønnesen – Hentet i Slagelse B&I 6. Lasse Holm – Hentet i Slagelse B&I 7. Peter Foldgast – Hentet i EB/Streymur (Færøerne) 8. Andreas Mortensen – Hentet i Fremad Amager 9. Kenneth Jørgensen – Hentet i Ølstykke FC 10. Jens Mårtensen – Hentet i Odense Boldklub (2. hold) 11. Morten Wendelboe Hansen – Hentet i Odense Boldklub (2. hold) 12. Jesper Grønborg – Hentet i H.F.C. Haarlem (Holland) 13. Andreas Schultz – Hentet i AGF 14. Anders Syberg – Hentet i AGF 15. Jesper Dahl – Hentet i Slagelse B&I 16. Rasmus Festersen – Hentet i Slagelse B&I 17. Kristian Uth – Hentet i Slagelse B&I 18. Jakob Markussen – Hentet i Slagelse B&I 19. Anders Laursen – Hentet i Slagelse B&I 20. Stephen Jensen – Hentet i Slagelse B&I 21. Heinrich Jensen – Hentet i Slagelse B&I 22. Paw Jensen – Hentet i Slagelse B&I 23. Jesper Rasmussen – Hentet i Slagelse B&I 24. Jeppe Tengbjerg – Hentet i Slagelse B&I |              |

Oversigt sidst opdateret: 10. april 2009.

## Klubbens resultater

### DBU's Landspokalturnering
| Sæson     | Vinder | Finale | Semif.      | Kvartf.  | 4. runde | 3. runde  | 2. runde   | 1. runde          | Lokale r. |
| --------- | ------ | ------ | ----------- | -------- | -------- | --------- | ---------- | ----------------- | --------- |
| 2008-2009 |        |        |             |          |          | FCK       | B 1908     | FB                |           |
| 2009-2010 |        |        |             |          |          |           | Esbjerg fB | Døllefjelde-Musse |           |
| 2014-2015 |        | FCK    | SønderjyskE | Brønshøj | HB Køge  | Svendborg | Svebølle   |                   |           |

Lokale r.: Indledende kvalifikationsrunder administreret af lokalunionerne.

### Danmarksturneringen i fodbold
| Sæson     | Niv | 0Liga0            | Nr | Statistik | Statistik | 0Topscorer0           | 0Tilskuere0 |
| --------- | --- | ----------------- | -- | --------- | --------- | --------------------- | ----------- |
| 2008-2009 | 3   | 02. division Øst0 |    |           |           |                       |             |
| 2009-2010 | 2   | 1. division       | 5  |           |           |                       |             |
| 2010-2011 | 2   | 1. division       | 7  |           |           |                       |             |
| 2011-2012 | 2   | 1. division       | 6  |           |           |                       |             |
| 2012-2013 | 2   | 1. division       | 2  |           |           |                       | 53.709      |
| 2013-2014 | 1   | Superligaen       | 9  |           |           |                       | 193.718     |
| 2014-2015 | 1   | ALKA Superligaen  | 11 |           |           | Rasmus Festersen (10) | 145.527     |

Niv: Rækkens niveau i den pågældende sæson, Nr: Slutplacering, Tilskuere: Tilskuergennemsnit på både ude- og hjemmebane.

## Fanklub
Slagelse Red Vikings er den officielt anerkendte fanklub tilknyttet FC Vestsjælland og blev stiftet den 8. februar 1998 med det formål at støtte moderklubben Slagelse B&I's daværende førstehold, en støtte der sidenhen er videreført til det professionelle overbygningsprojekt.
15. april 2008 fik klubben sin første anerkendte og officielle fan-hjemmeside kaldet www.sbi-supporters.dk Den har senere ændret navn til www.fcv-supporters.dk  for at blive tættere knyttet til holdet FC Vestsjælland. På siden kunne man følge alle fan-relateret info.
I juli 2014 oprettede FC Vestsjællands officielle fangruppe Red Vikings, deres egen hjemme side på www.redvikings.dk.

## Fodnoter
1. ↑  Divisionsstatus i 1990'erne og 2000'erne: Holbæk B&I befandt sig i serierne under Danmarksturneringen i 1991—1996 og 2002/03-sæsonen og har udelukkende været i den tredjebedste række. Slagelse B&I befandt sig i serierne fra 1991 til og med 2001/02-sæsonen. Næstved Boldklub rykkede ud af den bedste række i 1995/96-sæsonen og befandt sig i den tredjebedste række i sæsonerne 1999/2000-2003/04 og i 2005/06-sæsonen. Ringsted IF har ikke været i divisionerne siden efteråret 1992. Kalundborg GB rykkede op i den tredjebedste række i 2001/02-sæsonen (for første gang siden 1972-sæsonen) og forblev her indtil 2005/06-sæsonen. Køge Boldklub har en enkel sæson (2002/03) i den bedste række siden 1985-sæsonen. Herfølge Boldklub har et DM i 1999/2000-sæsonen, en 5. plads i 1998/99-sæsonen og en 4. plads i 1996/97-sæsonen som sine bedste resultater i denne periode, mens holdet i sæsonerne 1990, 1995/96, 1997/98, 2000/01, 2003/04, 2004/05, er endt på pladserne over og under nedrykningsstregen. Kilde: Henrik Haslund. "Danmarksturneringen - deltagende klubber". www.haslund.info. Arkiveret fra originalen 4. oktober 2007. Hentet 23. november 2008.
2. ↑  Slagelse Kommune må ikke yde direkte økonomisk støtte til en professionel fodboldklub. Men Slagelse Stadion er kommunalt ejet, og derfor er det et politisk spørgsmål, om man vil afsætte midler til at forbedre og/eller renovere stadionfaciliteter som anvendes af kommunens idrætsforeninger.
3. ↑  Foruden FC Vestsjælland anvendte følgende divisionsklubber enten "Fodbold Club" eller "Football Club" i holdnavnet ved eliteoverbygningens stiftelse per 1. juli 2008: F.C. København, FC Midtjylland, Randers FC, FC Nordsjælland, FC Fredericia, Kolding FC, FC Roskilde, Thisted FC, FC Fyn, FC Hjørring, Ølstykke FC, FC Amager, Nordvest FC, Blokhus FC og FC Svendborg, mens følgende holdnavne tidligere har været i brug i divisionerne: Aarhus FC, FC Aarhus, FC Nordjylland, Randers Freja FC og Lyngby FC.
4. ↑  Den bagvedliggende matematiske formel — til at finde hele spillertruppens gennemsnitsalder (en brøk) ved en given spilledato — tager også forholdet mellem antallet af dage, der er gået efter personens seneste fødselsdag, og det totale antal dage mellem fødselsdagen før den givne dato indtil den næste fødselsdato med i udregningerne.
5. 1 2  Jeppe Tengbjerg, der havde status som spillende cheftræner, skiftede grundet skader sig selv ind i pokalkampen den 23. august 2008 på udebane mod B 1908, hvor det også blev til en enkelt scoring. I 2008 satte han sig selv på banen i det 85. minut med trøje nummer 14 (til låns) ved sommerens sidste træningskamp mod Greve Fodbold og lavede samtidig holdets sidste scoring.
6. ↑  Forsvarsspilleren optrådte med status som amatørspiller i efteråret 2008 og var officielt ikke en del af førsteholdstruppen. Kilde: "FC Vestsjælland: Spillere" (liste). www.fcv2008.dk. Hentet 10. april 2009.